# Lee Kyu-hyong
Lee Kyu-hyong (이규형; * 2. April 1997) ist ein südkoreanischer Sprinter.

## Sportliche Laufbahn
Erste internationale Erfahrungen sammelte Lee Kyu-hyong bei den Juniorenasienmeisterschaften 2016 in der Ho-Chi-Minh-Stadt, bei denen er im 200-Meter-Lauf in 21,90 s den siebten Platz belegte und über 100 Meter mit 10,91 s im Halbfinale ausschied. Damit qualifizierte er sich für die U20-Weltmeisterschaften in Bydgoszcz, bei denen er über beide Distanzen in 10,84 s bzw. 21,84 s in der ersten Runde ausschied. 2019 nahm er mit der südkoreanischen 4-mal-100-Meter-Staffel an der Sommer-Universiade in Neapel teil und gewann dort in 39,31 s die Bronzemedaille hinter den Teams aus Japan und China.
2020 wurde Lee südkoreanischer Meister im 100-Meter-Lauf.

## Persönliche Bestzeiten
- 100 Meter: 10,37 s (+1,0 m/s), 1. September 2019 in Fujiyoshida
- 200 Meter: 21,33 s (−1,0 m/s), 25. April 2019 in Yecheon